# 다카쓰정 (시마네현)
다카쓰정(高津町)은 일본 시마네현 미노군에 설치되었던 정이다. 현재의 마스다시의 일부에 해당한다.

## 역사
- 1889년 4월 1일 - 정촌제 시행에 의해 미노군 다카쓰촌이 성립하였다.
- 1922년 10월 1일 - 정으로 승격해 다카쓰정이 되었다.
- 1941년 2월 11일 - 마스다정, 요시다정과 합병해 새로운 마스다정이 신설하여 폐지되었다.

## 교통

### 항만
- 다카쓰항

## 참고문헌
- 角川日本地名大辞典 32 島根県
- 『市町村名変遷辞典』東京堂出版、1990年。